# Walenty Potworowski
Walenty Edward Potworowski herbu Dębno (ur. 29 maja 1923 we wsi Gola k. Gostynia, zm. 7 października 2011 w Poznaniu) – duszpasterz w Polsce i na Ukrainie, prowincjał polskich dominikanów, przewodniczący Konferencji Wyższych Przełożonych Zakonów Męskich w Polsce. 
Pochodził z wielkopolskiej rodziny ziemiańskiej. Syn Edwarda, ziemianina i działacza społecznego, i Tekli  Dzierżykraj-Morawskiej herbu Drogosław. Miał czworo rodzeństwa. Bratem jego matki był polityk i dyplomata Kajetan Dzierżykraj-Morawski. 
W październiku 1939 r. stracił ojca, który został rozstrzelany przez Niemców w Gostyniu w ramach Operacji Tannenberg. W czasie wojny był żołnierzem Armii Krajowej. Po wojnie jego rodzinny majątek w Goli został upaństwowiony. Po maturze podjął studia na Politechnice Gdańskiej. W 1953 r. wstąpił do zakonu dominikanów. 9 czerwca 1959 r. otrzymał w Krakowie święcenia kapłańskie z rąk Karola Wojtyły, wówczas biskupa pomocniczego archidiecezji krakowskiej. Wielokrotnie był wybierany przeorem klasztorów w Warszawie, Poznaniu oraz Krakowie, gdzie współpracował z Karolem Wojtyłą, wówczas już kardynałem. W latach 1982–1985 był też wybrany prowincjałem polskich dominikanów, a w latach 1982–1984 także przewodniczącym Konferencji Wyższych Przełożonych Zakonów Męskich w Polsce. Pełnił również funkcje kapelana Towarzystwa Ziemiańskiego w Poznaniu i asystenta bractwa Rodziny Matki Bożej Bolesnej. Przez kilka lat duszpasterzował na Ukrainie, gdzie był ojcem duchownym w seminarium misyjnym „Redemptoris Mater” w Kijowie. Przyczynił się do powstania w Śledziejowicach k. Wieliczki pierwszej polskiej wspólnoty osób niepełnosprawnych L’Arche.
Pochowany w grobowcu ojców dominikanów na cmentarzu przy ul. Lutyckiej w Poznaniu.